# Reginald Le May
Reginald Le May (* 1885; † 22. Januar 1972)  war ein britischer Ostasienexperte speziell für Thailand und Kunsthistoriker.
Le May diente 1908 bis 1922 am britischen Konsulat in Siam (Thailand) und war 1922 bis 1933 Wirtschaftsberater der thailändischen Regierung. Danach arbeitete er am Pembroke College in Cambridge an seinem Hauptwerk über buddhistische Kunst in Siam, was gleichzeitig seine Dissertation war.
Er war Ehrenmitglied der Siam Society.

## Schriften
- mit anderen: The standard catalogue of Thai stamps, 1920
- An Asian Arcady. An account of northern Siam, Cambridge 1926
- Siamese Tales. Old and New. The Four Riddles and Other Stories. Translated by Reginald le May, Advisor to the Siemaese Government in the Ministry of Commerce and Communications. London: Noel Douglas 1930. Weitere Auflagen: London: Arthur Probstain 1932, Shanghai: E.E.Pereira 1945, London: Arthur Probstain 1958, London: Pilgrims Book House 2008.
- The coinage of Siam, Siam Society 1932, 1961
- An concise history of the Buddhist Art in Siam, Cambridge University Press 1938
- The Culture of South-East Asia, Allen and Unwin 1954
  - Deutsche Ausgabe: Südostasien. Das Erbe Indiens. Kindlers Kulturgeschichte 1967